# محوطه و بقایای قلعه کهنه تقی‌آباد
محوطه و بقایای قلعه کهنه تقی‌آباد مربوط به سده ۷ تا ۱۰ ه است و در شهرستان تربت جام، جنوب‌شرقی روستای تقی‌آباد واقع شده و این اثر در تاریخ ۲۴ اسفند ۱۳۸۴ با شمارهٔ ثبت ۱۵۲۳۸ به‌عنوان یکی از آثار ملی ایران به ثبت رسیده‌است.